# Polyprionidae
Famille
Les Polyprionidae sont une famille de poissons de l'ordre des Perciformes.

## Liste des genres
Selon World Register of Marine Species (5 juin 2015) :
- genre Polyprion Oken, 1817 -- 3 espèces
- genre Stereolepis Ayres, 1859 -- 2 espèces

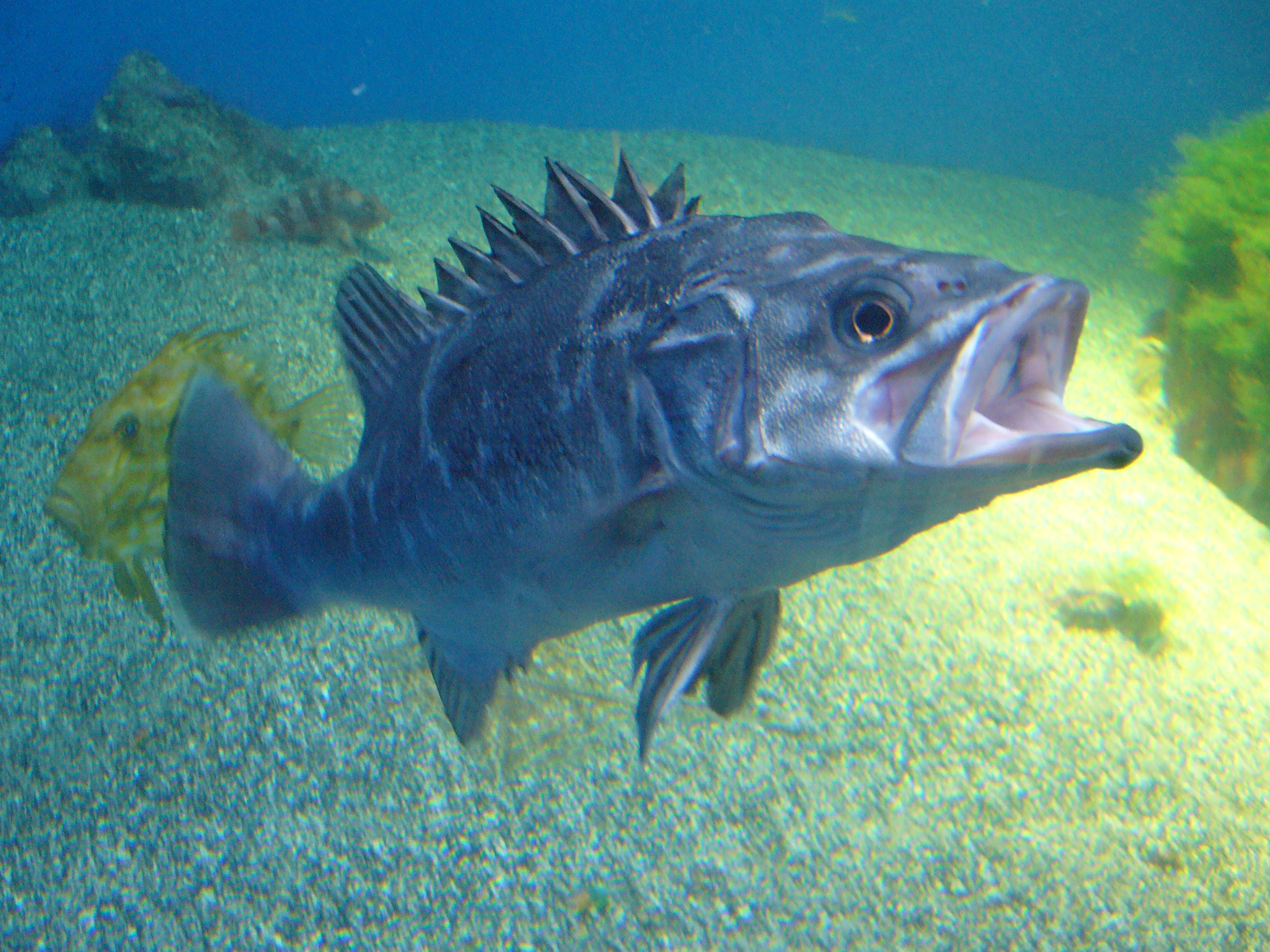
Polyprion americanus
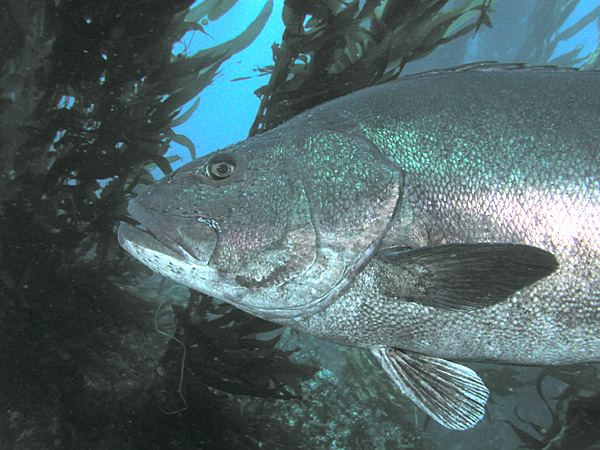
Stereolepis gigas